# اوشتروورت
اوشتروورت (به آلمانی: Oesterwurth) یک شهر در آلمان است که در Büsum-Wesselburen واقع شده‌است. اوشتروورت ۲۷۵ نفر جمعیت دارد.